# Mircea Rădulescu
Mircea Rădulescu (Bucarest, 31 d'agost de 1941) fou un futbolista romanès de la dècada de 1960 i entrenador de futbol.
Com a futbolista jugà al Rapid București i FC Sportul Studențesc București. Posteriorment destacà com a entrenador, dirigint diverses seleccions nacionals com Romania, Egipte, Síria o Algèria.